# 380 Fiducia
380 Fiducia este un asteroid din centura principală, descoperit pe 8 ianuarie 1894, de Auguste Charlois.

## Denumirea asteroidului
Denumirea asteroidului, în limba latină, fiducia, fiduciae, semnifică:  „încredere”, „siguranță”, „îndrăzneală”, „mândrie”, „bună-credință”, „cinste”.

## Caracteristici
Asteroidul prezintă o orbită caracterizată printr-o semiaxă majoră egală cu 2,6791703 u.a. și de o excentricitate de 0,1133760, înclinată cu 6,15583° față de ecliptică.
380 Fiducia este clasificat de tipul C și este compus probabil din compuși ai carbonului.